# Воронин, Валерий Владимирович
Вале́рий Влади́мирович Воро́нин (30 июля 1977, Ленинград) — российский дирижёр. Художественный руководитель и главный дирижер (с 2010 года) и директор (с 2013 - 2017 год) Астраханского государственного театра оперы и балета.

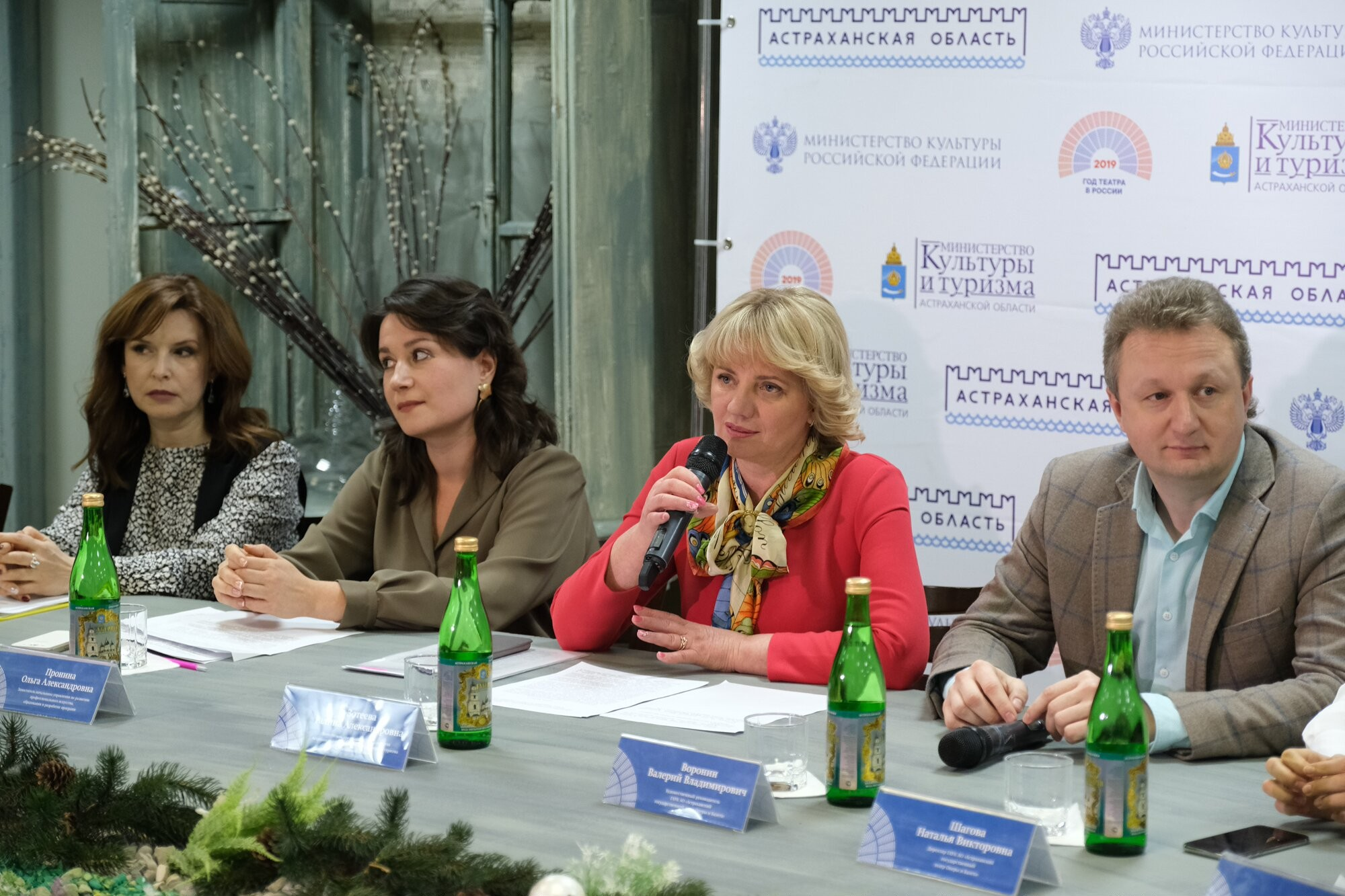

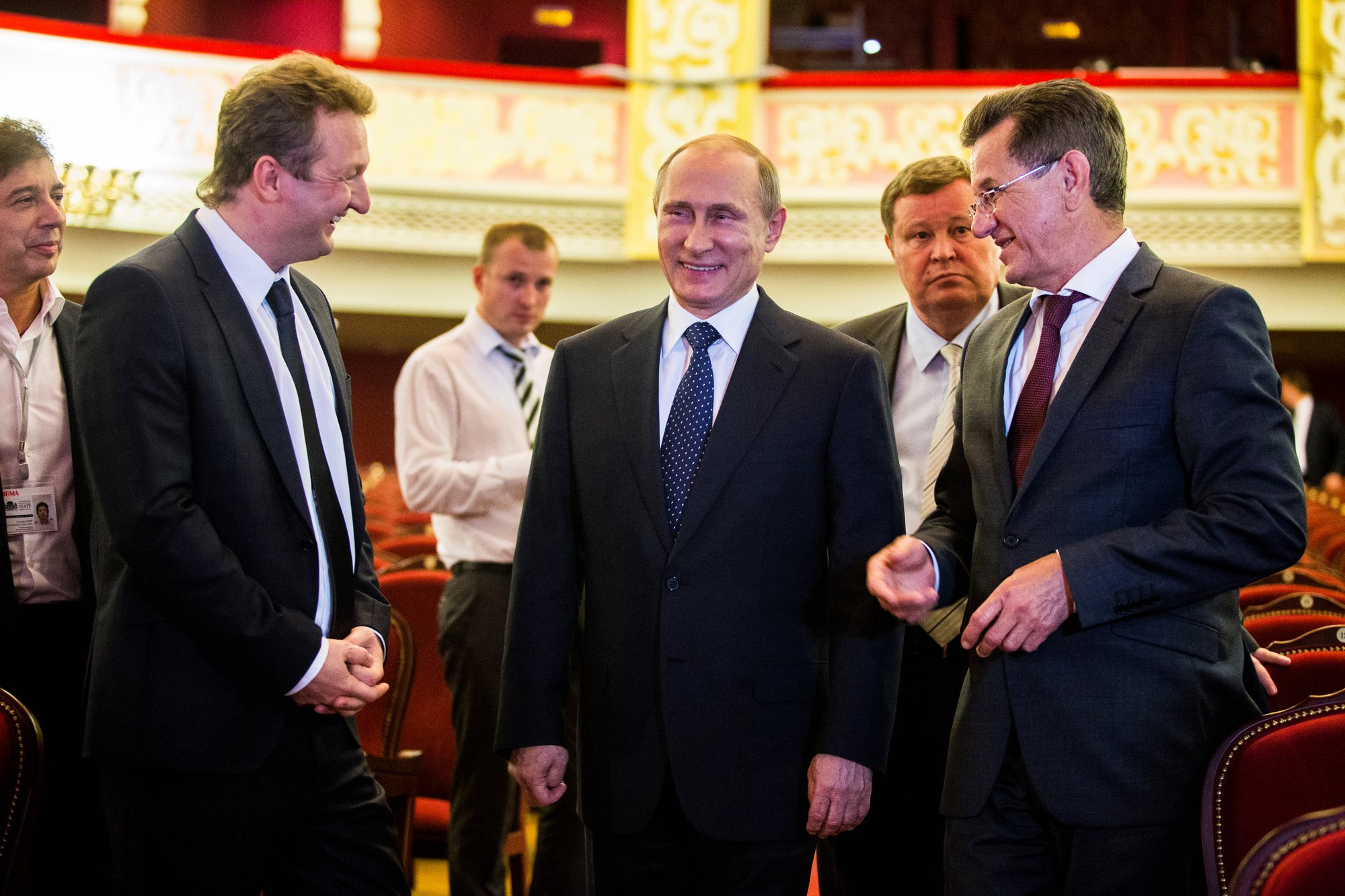

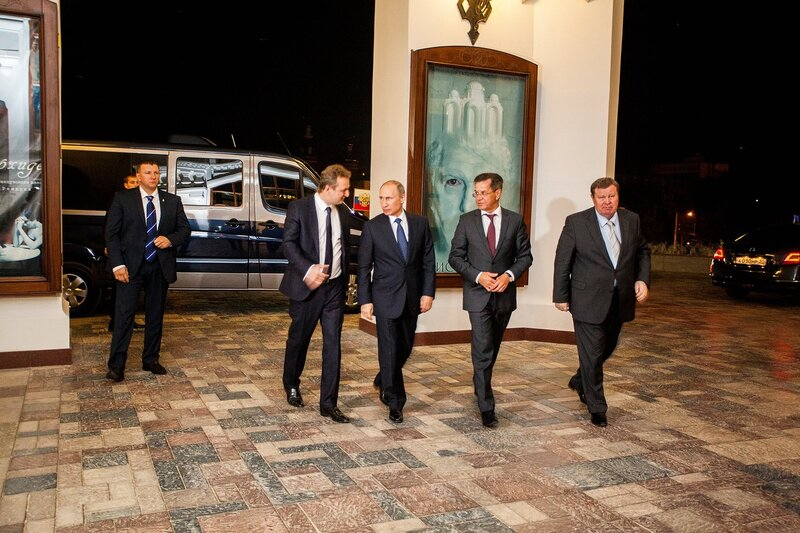

## Биография
Первоначальное музыкальное образование получил в средней специальной музыкальной школе при Санкт-Петербургской консерватории, которую окончил в 1995 году. В том же году поступил в Санкт-Петербургскую государственную консерваторию на дирижерский факультет (кафедра хорового дирижирования) (класс профессора Т. И. Немкиной). С 2000 года проходил стажировку на дирижёрско-симфоническом отделении (класс народного артиста России, профессора Р. Э. Мартынова).
Творческую деятельность начал в 2002 году в качестве приглашённого дирижёра Санкт-Петербургского государственного академического симфонического оркестра. С октября 2003 года вел активную концертную деятельность. Провёл ряд абонементных концертов с Государственным академическим симфоническим оркестром Санкт-Петербурга: «Музыка 20 века», «Симфонические вечера на Невском», «Праздники и развлечения», и т. д. Участник фестивалей «Музыкальная весна» (Санкт-Петербург, 2004), «От Авангарда до наших дней» (Санкт-Петербург, 2005), «Благословите детей и зверей» (Санкт-Петербург, 2006), «Дни Санкт-Петербурга в Карелии» (Петрозаводск, 2006). Плодотворно сотрудничал с оркестром телевидения и радио Санкт-Петербурга, с которым осуществил ряд записей с участием ведущих солистов города. Сотрудничал с Государственным театром музыкальной комедии, Эрмитажным театром.
В 2005 году был приглашен дирижером в Ростовский государственный музыкальный театр, где работал по апрель 2010 года. В 2007 году окончил обучение в консерватории по специальности оперно-симфонический дирижёр и в том же году был назначен главным дирижёром Ростовского музыкального театра. В Ростовском государственном музыкальном театре осуществил ряд премьерных постановок: опер «Волшебная флейта» Моцарта, «Кармен» Жоржа Бизе, «Князь Игорь» А. П. Бородина, «Юнона и Авось» Алексея Рыбникова и балетов «Пахита» и «Болеро», «Тщетная предосторожность». Выезжал с труппой на гастроли в Финляндию, Польшу, Испанию и Португалию.
В апреле 2010 года, по приглашению губернатора Астраханской области А. А. Жилкина, приехал в Астрахань, где в июне стал художественным руководителем и главным дирижёром Астраханского государственного театра оперы и балета.
6 июня 2013 года приказом министра культуры Астраханской области назначен директором Астраханском театре оперы и балета, сохранив за собой должность художественного руководителя.

## Творчество

### Номинант Национальной театральной премии «Золотая маска» (лучшая работа дирижёра)
2011 г. — «Князь Игорь», «Юнона и Авось» (Ростовский государственный музыкальный театр)
2012 г. — «Мадам Баттерфляй» (Астраханский государственный театр Оперы и Балета)
2013 г. — «Пиковая дама» (Астраханский государственный театр Оперы и Балета)
2016 г. — «Осуждение Фауста»(Астраханский государственный театр Оперы и Балета)
2013 г. — Лауреат премии «Грани театра масс» Союза Театральных Деятелей России в номинации «Лучший театр на открытом воздухе» за постановку спектакля «Борис Годунов» на Соборной площади Астраханского Кремля
В 2016  и в 2024 г.г. являлся членом жюри российской Национальной театральной премии и фестиваля «Золотая Маска».
Дирижировал концертными программами с участием В. Репина, М. Гантварга, И. Матаева, А. Маркова, Ю. Марусина, Х. Герзмава и др.
Участник фестивалей «Музыкальная весна», «От Авангарда до наших дней» (С.-Петербург, 2004 г., 2005 г.).
В 2013—2014 гг. симфонический оркестр театра под руководством Валерия Воронина реализовал специальный крупномасштабный проект «Весь Бетховен». Были исполнены все симфонические произведения Л.В. Бетховена: девять симфоний, симфонические увертюры, пять фортепианных концертов и Тройной концерт для фортепиано, скрипки и виолончели.
2014 г. — в Большом зале Московской государственной консерватории им. П. И. Чайковского вместе с Павлом Герштейном (Кострома, Россия) и Борха Кинтасом (Испания) дирижировал вокальными состязаниями «Новогоднего королевского турнира», организованного по инициативе и при поддержке фонда «Таланты мира» под руководством Давида Гвинианидзе. Также под руководством Валерия Воронина были исполнены симфоническая программа «Звезды музыкального Олимпа» с произведениями П. И. Чайковского «Симфония № 6» и «Вариации на тему рококо для виолончели с оркестром» (2015 год), концерт «Музыка как судьба» в честь юбилея Г. В. Свиридова (2015 год), симфоническая программа «На исходе Великой эпохи», в которой прозвучали «Симфония № 2» и «Симфонические танцы» С. В. Рахманинова (2017 год), Дж. Россини «Упоительный Россини (2017 год), симфоническая программа «Величие иллюзий», включившая сочинения Р. Штрауса «Домашняя симфония» и С. В. Рахманинова «Концерт для фортепиано с оркестром № 3» (2019 год), симфонический концерт памяти Равиля Мартынова, в котором были исполнены «Симфония № 5» Г. Малера и «Концерт для фортепиано с оркестром № 4» А. Рубинштейна (2020 год), симфонический концерт «Шостакович. Летопись Эпохи» с исполнением «Симфония № 5» и оратории «Песнь о лесах». В 2023 году Астраханский театр оперы и балета осуществил проект, посвященный 150-ти летию со дня рождения Сергея Рахманинова - "Рахманинов. Антология русского гения", в рамках которого были исполнены первый и четвертый фортепианные концерты, "Рапсодия на тему Паганини", "Симфонические танцы" и "Симфония № 2". В 2024 году в симфоническом концерте "Трагедия и надежда"  прозвучали "Семь песен для голоса с оркестром" А. Берга и "Симфония № 6" Густава Малера.
По инициативе Воронина В. В. традиционным становится проект «Русские оперы в Астраханском кремле». В 2012 году была представлена народная музыкальная драма М. П. Мусоргского «Борис Годунов». Спектакль стал лауреатом Всероссийской профессиональной премии «Грани Театра масс» в номинации «Лучший театр на открытом воздухе». В 2014 году была поставлена эпическая опера А. П. Бородина «Князь Игорь», в 2016 году – опера Н. А. Римского-Корсакова «Сказание и невидимом граде Китеже и деве Февронии», в 2019 году опера М. И. Глинки "Руслан и Людмила", в 2022 опера М. П. Мусоргского "Хованщина" и в 2023 году опера М. И. Глинки "Иван Сусанин".
Валерий Владимирович является приглашённым дирижером «Астана Опера» (Республика Казахстан), Национального симфонического оркестра Республики Башкортостан, Санкт-Петербургского государственного академического симфонического оркестра, симфонического оркестра Красноярского государственного театра оперы и балета им. Д. А. Хворостовского, симфонического оркестра «Della Callabria» (Итальянская Республика). В 2017 году по приглашению администраций двух крупнейших оперных театров Китайской Народной Республики - «Тайджин»  (г. Пекин) и «Харбин» (г. Харбин) - Воронин В. В. принимал участие в международном оперном фестивале им. Дж. Пуччини, где совместно с труппой Пармской Королевской оперы состоялось несколько представлений оперы Дж. Пуччини «Богема». В 2018 году принял участие в Средиземноморском фестивале (г. Ламеция Терме, Итальянская Республика), исполнив «Реквием» В. А. Моцарта. В 2019 году Валерий Владимирович продирижировал в Венской филармонии «Musikverein» симфонической программой, состоявшей из «Симфония № 4» Г. Малера, «Итальянское каприччио» П. И. Чайковского и «Праздничная увертюра» Д. Д. Шостаковича. В 2020 году Воронин В. В. дирижировал симфонической программой в г. Валбжихе (Польша), в которой прозвучала «Симфония № 2» С. В. Рахманинова, а также арии и дуэты из опер русских и зарубежных композиторов. В оперном театре г. Эрфурта (Германия) он продирижировал "Симфония №5" Ф. Шуберта и "Концерт № 2 для скрипки с оркестром" Г. Венявского.
Под руководством Воронина В. В. театр активно гастролирует в 40 городах Великобритании (2014 – 2018 годы), Германии (2014 год), Китае (2017 – 2019 годы) Азербайджанской Республике (2013 год), г. Красноярске (2017 год), г. Москве (2018 – 2020 годы), Франции (2020 год), г. Самаре (2021 год), г. Уфе (2022 год), Объединенных Арабских Эмиратах (2021 год), Китае (2022 год).

## Репертуар

### в Ростове-на-Дону
- «Пиковая дама» П. Чайковского
- «Волшебная флейта» В.-А. Моцарта
- «Кармен» Ж. Бизе
- «Юнона и Авось» А. Рыбникова
- «Князь Игорь» А. Бородина

### в Астрахани
- «Андрей Рублёв» В. Кикты (мировая премьера)
- «Борис Годунов» М. Мусоргского
- «Вальс белых орхидей» на музыку М. Равеля
- «Дон Кихот» Л. Минкуса
- «Дон Паскуале» Г. Доницетти
- «Евгений Онегин» П. Чайковского
- «Иоланта» П. Чайковского
- «Князь Игорь» А. Бородина
- «Лебединое озеро» П. Чайковского
- «Летучая мышь» И. Штрауса
- «Мадам Баттерфляй» Дж. Пуччини
- «Наяда и рыбак» Ц. Пуни
- «Осуждение Фауста» Г. Берлиоза (сценическая премьера в России)
- «Отелло» Дж. Верди
- «Пиаф. Я не жалею ни о чём» на музыку из репертуара Эдит Пиаф
- «Пиковая дама» П. Чайковского
- «Паяцы» Р. Леонкавалло
- «Ромео и Джульетта» С. Прокофьева
- «Сказание о невидимом граде Китеже и деве Февронии» Н. Римского-Корсакова
- «Тоска» Дж. Пуччини
- «Черевички или Ночь перед Рождеством» по опере П. Чайковского
- «Щелкунчик» П. Чайковского
- Балет «Концерт Рахманинова» на музыку Второго концерта С. Рахманинова
- «CarminaBurana» К. Орфа
- «Царская невеста» Н.Римского-Корсакова
- «Трубадур» Дж. Верди
- «Богема» Дж. Пуччини
- «Риголетто» Дж. Верди
- «Ревизор» В. Дашкевич
- «Свадьба Фигаро» В. А. Моцарт
- "Мальчик у Христа на елке "С. Дягилев
- «Алеко» и «Скупой рыцарь» С. Рахманинов
- «Медный всадник» Р. Глиэр
- «Раймонда» А. Глазунов